# Gen V
Gen V is een Amerikaanse televisieserie over superhelden. De serie is ontwikkeld door Craig Rosberg, Evan Goldberg en Eric Kripke en speelt zich af in de wereld van The Boys. Kripke ontwikkelde beide series op basis van een stripreeks, eveneens bekend als The Boys.
De serie focust zich in tegenstelling tot The Boys op een groep jonge 'supes', mensen met superkrachten, en volgt hen binnen de fictionele Godolkin University School of Crimefighting waar zij opgeleid worden tot superheld of influencer en beroemdheid. De superheldenopleiding houdt er een scorelijst op na. De nummer één van de lijst heeft de meeste kans bij het beste superheldenteam te komen, bekend als The Seven. Al snel blijkt deze universiteit in een plot verwikkeld te zijn samen met een kapitalistisch megacorporation genaamd Vought International.
De serie ging op 29 september 2023 in première bij Amazon Prime met drie afleveringen. Daarna volgde een wekelijkse aflevering. Een tweede seizoen werd in oktober 2023 reeds aangekondigd.

## Acteurs

### Hoofdrollen
- Jaz Sinclair als Marie Moreau, een supe met het vermogen bloed telekinetisch te bewegen. Tijdens haar eerste menstruatie beginnen haar krachten te werken en doodt zij per ongeluk haar beide ouders.
  - Jaeda LeBlanc als een jonge Marie.
- Chance Perdomo als Andre Anderson, een student die binnen de top tien van de scorelijst valt en metalen kan manipuleren. Hij is Luke's beste vriend.
- Lizze Broadway als Emma Meyer/Little Cricket, een Supe die haar groter of kleiner kan worden door te (over)eten of over te geven. Ze is Marie's kamergenoot.
- Maddie Phillips als Cate Dunlap, een supe die door aanraking mensen kan dwingen haar wil uit te voeren en Luke's vriendin. 
  - Violet Marino als een jonge Cate.
- London Thor en Derek Luh als Jordan Li, een student die binnen de top tien van de scorelijst valt en van geslacht kan veranderen. Jordans vrouwelijke vorm (Thor) is behendig en kan energiestoten afvuren en diens mannelijke vorm (Luh) is bijna onschendbaar.
- Asa Germann als Sam Riordan, een supersterke supe en Luke's broer.
  - Cameron Nicoll als een jonge Sam.
- Shelley Conn als Indira Shetty, de decaan van de superheldenopleiding. Ze is psycholoog met een specialisatie in de psychologie van supes en heeft zelf geen krachten.[3]

### Bijrollen
- Patrick Schwarzenegger als Luke Riordan/Golden Boy, de nummer één van de ranglijst, Sams oudere broer, Andre's beste vriend en Cate's vriend en kan zichzelf doen ontbranden.
- Maia Jae Bastidas als Justine Garcia, een supe en influencer die onderwijs volgt op de Crimson Countess School of Performing Arts.
- Sean Patrick Thomas als Polarity, Andre's vader en een beroemde superheld die achter de schermen actief is bij de Godolkin University
- Alexander Calvert als Rufus, een supe die bekend staat als helderziende.
- Marco Pigossi als Dr. Edison Cardosa, als arts werkzaam bij The Woods[3]

## Het verhaal
Marie komt er op traumatische wijze achter dat zij superkrachten bezit. Aangezien haar ouders bij deze ontdekking beiden sterven, wordt zij opgenomen in een tehuis, waar zij snel uit zal moeten verdwijnen omdat zij reeds 18 is. Ze blijkt aangenomen te zijn op Godolkin. Haar docent waarschuwt haar dit niet te verpesten, omdat Godolkin haar beste kans is om niet in een instituut voor supes te belanden.
Al snel blijkt op Godolin ook niet alles te zijn wat het lijkt, wanneer Marie uitgaat met Jordan, Luke, Andre en Cate. Andre verwondt per ongeluk een meisje met zijn krachten en laat haar achter om dood te bloeden. Marie redt haar, maar krijgt te horen dat zij van school gestuurd zal worden om ervoor te zorgen dat de andere vier niet in de problemen komen. Voordat professor Brink dit echter kan bewaarheden wordt hij vermoord door Luke, die direct daarna zelfmoord pleegt, maar niet voordat hij Andre de aanwijzing geeft, dat zijn 'vader het heeft'. 
Na enige tijd beseft Andre dat Luke informatie in het standbeeld van zijn vader heeft verstopt. Hieruit blijkt dat onder Godolkin een faciliteit genaamd The Woods wordt gerund die door Jordan als 'Mengele kliniek' wordt omschreven en waar geëxperimenteerd wordt op supes. Luke's broer blijkt hier ook vast te worden gehouden.
Andre vraagt Emma om hulp en zij besluit om hem te helpen de kliniek in klein formaat binnen te dringen. Ze ontmoet Sam en krijgt een band met hem. Als snel wordt echter ontdekt dat zij in The Woods is en moeten Sam en zij vluchten.
Nadat Emma en Sam in veiligheid zijn, besluit Sam dat hij dr. Cardosa moet vermoorden om Emma's veiligheid te garanderen. Sams muppet-achtige waanbeelden sporen hem hier verder toe aan.
Emma vraagt Marie en haar vrienden haar te helpen om Sam tegen te houden. Ze redden dr. Cardosa, maar verliezen plotseling hun geheugen. In eerste instantie verdenken ze Rufus, die dergelijke krachten al eerder inzette tegen Marie en een motief heeft nadat Marie zijn penis deed exploderen toen hij haar probeerde te verkrachten. Het blijkt echter dat Cate gemanipuleerd werd en haar vrienden gehersenspoeld heeft.
Nadat Cate iedereen de herinneringen teruggeeft, valt ze bewusteloos neer en stappen de anderen een net verschenen deur naar haar bewustzijn binnen. Vervolgens volgt een race tegen de klok om haar bewustzijn uit te komen voor haar hersenen de druk niet meer aan kunnen. Nadat verschillende traumatische ervaringen van Cate, Jordan en Marie aan de orde zijn geweest, weten ze een weg naar buiten te vinden.
Intussen blijkt in The Woods dat dr. Cardosa een virus ontwikkelt dat relatief gemakkelijk supes kan doden. Shetty vraagt hem het virus verder te ontwikkelen en ervoor te zorgen dat het besmettelijk wordt. Het virus wordt gestolen door Victoria Neumann, een politica die dezelfde krachten blijkt te hebben als Marie. Zij doodt dr. Cardosa.
Cate dwingt Shetty om zelfmoord te plegen en Sam en zij bevrijden de supes in de Woods. Zij leiden een opstand tegen alle mensen zonder krachten op de campus. Jordan, Emma en Marie proberen te voorkomen dat er doden vallen. Wanneer Cate probeert Jordan aan te raken en zo te beïnvloeden, laat Marie haar arm exploderen door de bloeddruk te verhogen. Homelander, een superheld die werkt voor Vought, arriveert net op dat moment en Marie, Emma, Jordan en Andre worden gevangen genomen.

## Ontvangst
In zowel Engelse als Nederlandse recensies wordt steeds gewezen op het extreme geweld en de zeer zwarte humor in de serie. Over het algemeen wordt de zwarte humor door de kijkers gewaardeerd en wordt het geweld niet als hinderlijk voor het kijkgenot ervaren.
Daarnaast wordt de focus op de problemen en situatie van Generatie Z gewaardeerd. Zaken zoals automutilatie, boulimia en genderqueerheid komen allen aan bod omdat zij verbonden zijn aan de superkrachten van respectievelijk Marie, Emma en Jordan. Specifiek de 'moeiteloze queerheid' in de wijze waarop Jordans gender en diens relatie met Marie worden verkend, kunnen op waardering rekenen.